# Viola da gamba

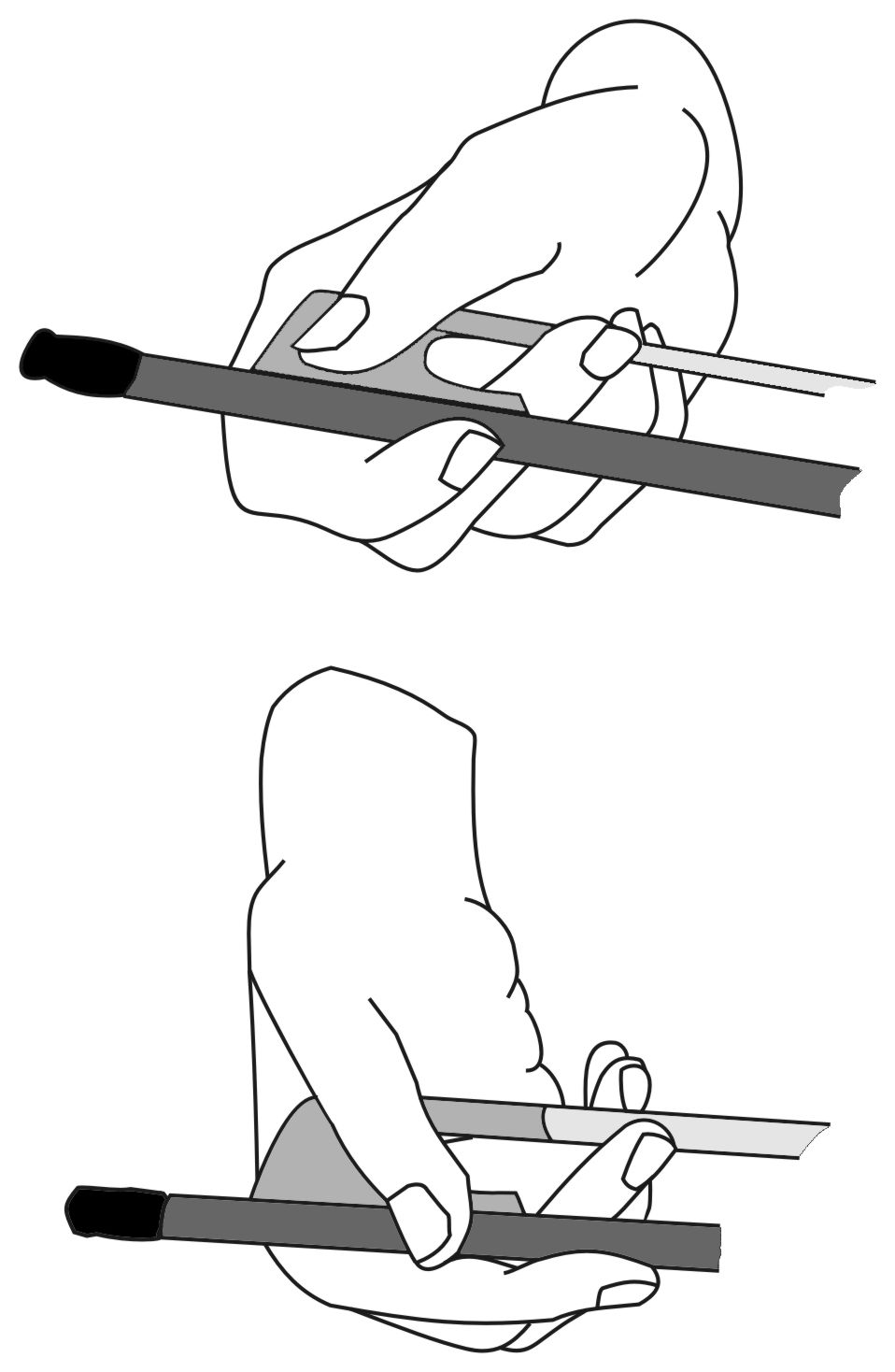
Technika podchwytu stosowana przez gambistów: kciuk i palec wskazujący trzymają smyczek, palec wskazujący naciska na pręt, podczas gdy palec środkowy napina włosie. Początkowo nadgarstek jest zgięty (powyżej) i „otwiera się” w miarę pociągania smyczkiem (poniżej).

Viola da gamba [ˈvjɔːla da ˈɡamba] – dawny instrument muzyczny z grupy chordofonów smyczkowych, popularny w renesansie i baroku; używany do gry solowej i zespołowej (zazwyczaj do realizowania basso continuo).
Pierwsze viole pojawiły się już pod koniec XV wieku. Ich typowe formy ukształtowały się na przełomie XV i XVI w., dając początek m.in. rodzinie viol da gamba, z wieloma odmianami o różnej wielkości i stroju. Już w XVI w. znane były gamby dyszkantowe, altowe, tenorowe, basowe małe i wielkie oraz subbasowe (kontrabasowe).

## Etymologia
Określenie da gamba (wł. gamba „noga”) wskazuje na sposób trzymania instrumentu podczas gry, czyli w pozycji pionowej, na nodze lub między kolanami. W XVII w. mniejsze gamby dyszkantowe trzymano czasem poziomo na przedramieniu.

## Budowa
Pudło rezonansowe violi da gamba było kształtem zbliżone do korpusu skrzypiec. Typowe cechy jej budowy to: płaska płyta spodnia nachylna ku szyjce (tzw. daszek), wysokie boczki, górne boczki spadziste w stosunku do szyjki, krawędzie płyt nie wystające poza boczki, wewnętrzne poprzeczki wzmacniające, otwory rezonansowe w kształcie litery C lub płomieniste. Miała od 5 do 7 cienkich strun strojonych w kwartach i tercjach oraz 7 progów jelitowych na chwytniku zawiązywanych wokół szyjki i podstrunnicy.
Smyczek był nieco krótszy od używanego współcześnie. Trzymano go dłonią odwróconą wierzchem do dołu, tzw. podchwytem, z kciukiem i palcem wskazującym spoczywających od góry na pręcie i środkowym palcem na włosiu. Smyczkowano ruchem popychającym, od końca smyczka ku żabce, a nie ruchem pociągającym, stosowanym współcześnie.
Brzmienie gamb było łagodne, ciemne i ciche. Niski wolumen dźwięku był jedną z przyczyn zastąpienia gamb przez mocniejsze brzmieniowo skrzypce. W połowie XX w. viole da gamba znów zyskały na popularności z powodu zainteresowania dawnymi technikami wykonawczymi. Jednym z najbardziej znanych współczesnych gambistów jest Jordi Savall.

## Główne odmiany gamb

### Odmiana tenorowa
Odmiana podstawowa, powszechnie utożsamiana z violą da gamba. Instrument sześciostrunowy, długości od 50 do 58 cm, z kwartowo-tercjowym strojem (G c f a d¹ g¹) lub (A d g h e¹ a¹). Od połowy XVII w. chętnie wykorzystywana przez kompozytorów barokowych, np. Sonaty gambowe Johanna Sebastiana Bacha (3 sonaty na violę da gamba/ wiolonczelę i b.c., BWV 1027–1029). Istniała też jej pięciostrunowa wersja altowa, bez najniższej struny (c f a d¹ g¹).

### Odmiana dyszkantowa
Zwana też dessus de viole. Gamba sześciostrunowa, długości od 32 do 45 cm, ze strojem  kwartowo-tercjowym (d g c¹ e¹ a¹ d²). We Francji była też w użyciu dyszkantowa pardessus de viole, z najwyższą struną g².

### Odmiana barytonowa
Baryton, viola di bardone.

### Odmiana kontrabasowa
Kontrabasowa viola da gamba, zwana też contrabasso, stała się prototypem dzisiejszego kontrabasu. Sześciostrunowa, o długości od 61 do 76 cm, ze strojem  kwartowo-tercjowym (D1 G1 С E A d). Była instrumentem zespołowym, zazwyczaj realizującym basso continuo. W XVII w. zrezygnowano z progów na jej podstrunnicy, a w XVIII w. zmniejszono liczbę strun do czterech. Znana jest też violone da gamba, o wyższym stroju (G1 С F A d g).